# Provinciale Statenverkiezingen 2011
De Provinciale Statenverkiezingen 2011 waren Nederlandse verkiezingen die op 2 maart 2011 werden gehouden voor de leden van Provinciale Staten in de twaalf provincies.

## Aanloop
Om stemgerechtigd te zijn diende men de Nederlandse nationaliteit te hebben, op de dag van de stemming ten minste achttien jaar oud te zijn en op de dag van de kandidaatstelling te wonen in de provincie waarvoor de verkiezing plaatsvond. Nederlanders die in het buitenland woonden en niet ingeschreven stonden in een Nederlandse gemeente hadden geen stemrecht bij deze verkiezingen.
Ingezetenen van Caribisch Nederland hadden geen stemrecht bij de verkiezingen voor Provinciale Staten. Caribisch Nederland is niet ingedeeld bij een provincie.

## Uitslagen

### Opkomst (Nederland-totaal)
|                   | 2007       | 2007      | 2011       | 2011  |
| # stemmen         | %          | # stemmen | %          |       |
| ----------------- | ---------- | --------- | ---------- | ----- |
| Kiesgerechtigden  | 12.238.814 |           | 12.532.127 |       |
| Niet opgekomen    | 6.559.450  | 53,60     | 5.518.198  | 44,03 |
| Opkomst           | 5.679.364  | 46,40     | 7.013.929  | 55,97 |
| Ongeldige stemmen | 23.900     | 0,42      | 13.280     | 0,19  |
| Blanco stemmen    | -          | -         | 7.573      | 0,11  |
| Geldige stemmen   | 5.655.464  | 99,58     | 6.993.076  | 99,70 |

### Uitslagen per provincie naar partij
| Provincie       | Aantal zetels per partij | Aantal zetels per partij | Aantal zetels per partij | Aantal zetels per partij | Aantal zetels per partij | Aantal zetels per partij | Aantal zetels per partij | Aantal zetels per partij | Aantal zetels per partij | Aantal zetels per partij | Aantal zetels per partij | Aantal zetels per partij | Aantal zetels per partij |
| Provincie       | VVD                      | PvdA                     | CDA                      | PVV                      | SP                       | D66                      | GL                       | CU                       | SGP                      | 50+                      | PvdD                     | overig                   | totaal                   |
| --------------- | ------------------------ | ------------------------ | ------------------------ | ------------------------ | ------------------------ | ------------------------ | ------------------------ | ------------------------ | ------------------------ | ------------------------ | ------------------------ | ------------------------ | ------------------------ |
| Groningen       | 6                        | 12                       | 5                        | 3                        | 6                        | 3                        | 3                        | 3                        | -                        | 0                        | 1                        | 1                        | 43                       |
| Friesland       | 6                        | 11                       | 8                        | 4                        | 3                        | 2                        | 2                        | 3                        | -                        | 0                        | -                        | 4                        | 43                       |
| Drenthe         | 9                        | 12                       | 6                        | 4                        | 4                        | 2                        | 2                        | 2                        | 0                        | 0                        | -                        | 0                        | 41                       |
| Overijssel      | 8                        | 9                        | 11                       | 4                        | 4                        | 3                        | 2                        | 3                        | 2                        | 1                        | 0                        | 0                        | 47                       |
| Flevoland       | 9                        | 6                        | 4                        | 6                        | 3                        | 3                        | 2                        | 3                        | 1                        | 1                        | 1                        | 0                        | 39                       |
| Gelderland      | 11                       | 9                        | 9                        | 6                        | 5                        | 4                        | 4                        | 3                        | 2                        | 1                        | 1                        | 0                        | 55                       |
| Utrecht         | 11                       | 7                        | 6                        | 5                        | 4                        | 5                        | 4                        | 2                        | 1                        | 1                        | 1                        | 0                        | 47                       |
| Noord-Holland   | 13                       | 11                       | 5                        | 6                        | 5                        | 6                        | 5                        | 1                        | 1                        | 1                        | 1                        | 1                        | 55                       |
| Zuid-Holland    | 12                       | 10                       | 6                        | 8                        | 5                        | 5                        | 3                        | 2                        | 2                        | 1                        | 1                        | 0                        | 55                       |
| Zeeland         | 7                        | 7                        | 6                        | 5                        | 3                        | 2                        | 1                        | 2                        | 4                        | 0                        | 0                        | 2                        | 39                       |
| Noord-Brabant   | 12                       | 7                        | 10                       | 8                        | 8                        | 5                        | 3                        | 0                        | 0                        | 1                        | 1                        | 0                        | 55                       |
| Limburg         | 8                        | 6                        | 10                       | 10                       | 6                        | 2                        | 3                        | 0                        | -                        | 2                        | 0                        | 0                        | 47                       |
| totaal          | 112                      | 107                      | 86                       | 69                       | 56                       | 42                       | 34                       | 23                       | 12                       | 9                        | 7                        | 8                        | 566                      |
| totaal          | 112                      | 107                      | 86                       | 69                       | 56                       | 42                       | 34                       | 1                        |                          | 9                        | 7                        | 8                        | 566                      |
| +/− t.o.v. 2007 | +11                      | −7                       | −65                      | +69                      | −27                      | +33                      | +2                       | −12                      | −2                       | +9                       | −2                       | −5                       | +2                       |
| +/− t.o.v. 2007 | +11                      | −7                       | −65                      | +69                      | −27                      | +33                      | +2                       | −2                       |                          | +9                       | −2                       | −5                       | +2                       |

Een "-" in de tabel betekent dat de betreffende partij bij de verkiezingen van 2011 in de betrokken provincie geen kandidatenlijst heeft ingediend.

## Samenstelling Gedeputeerde Staten

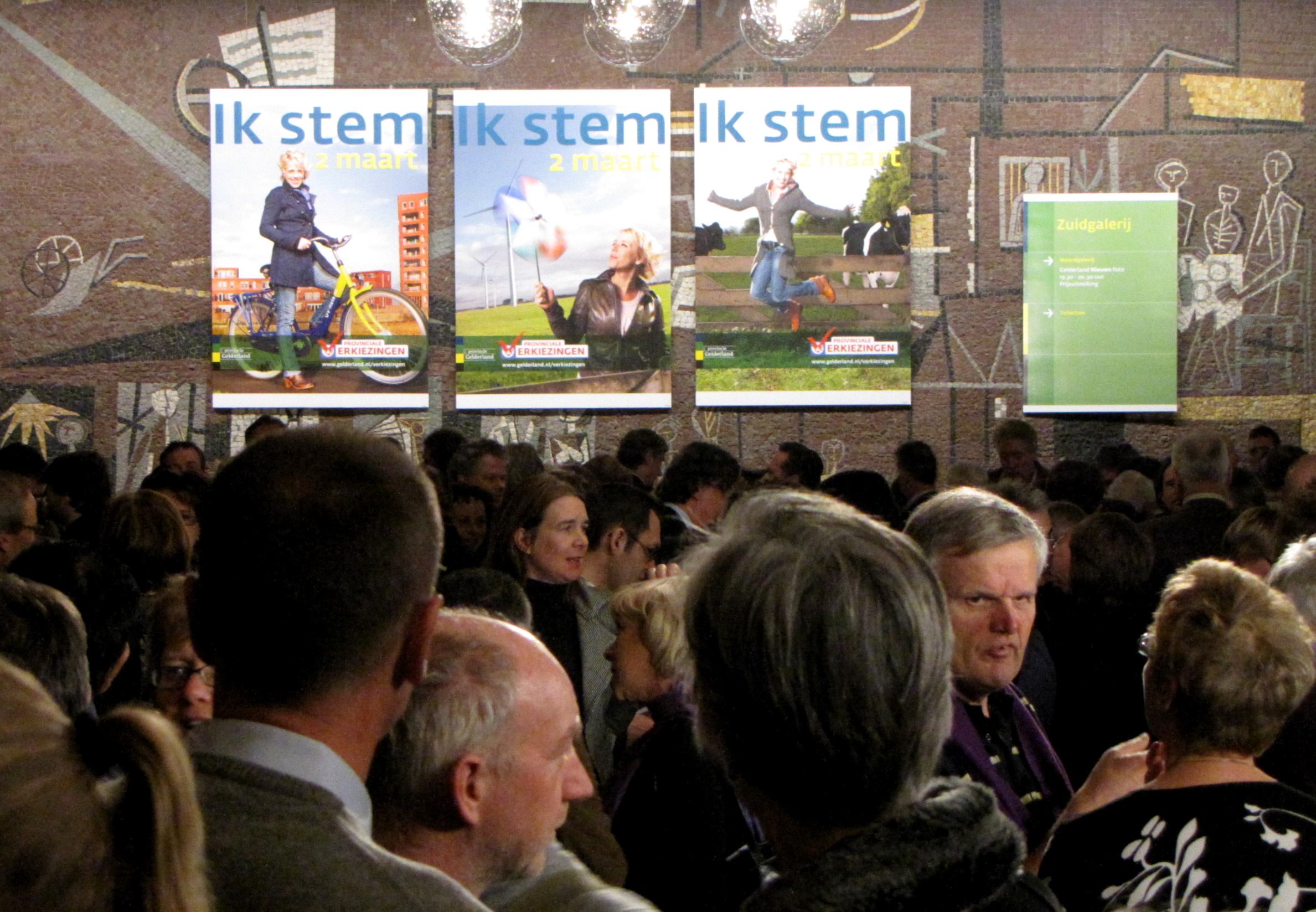
Verkiezingsavond in het Huis der Provincie in Arnhem

De uitslag van de Statenverkiezingen had in alle provincies tot gevolg dat de samenstelling van de collegepartijen in Gedeputeerde Staten veranderde.

## Eerste Kamerverkiezingen
De nieuw verkozen leden van Provinciale Staten kozen op 23 mei 2011 bij de Eerste Kamerverkiezingen een nieuwe Eerste Kamer.
Provinciale Statenverkiezingen zijn daarmee behalve provinciaal ook nationaal van belang.
1910 · 
1913 · 
1916 · 
1919 · 
1923 · 
1927 · 
1931 · 
1935 · 
1939 · 
1946 · 
1950 · 
1954 · 
1958 · 
1962 · 
1966 · 
1970 · 
1974 · 
1978 · 
1982 · 
1985 · 
1987 · 
1991 · 
1995 · 
1999 · 
2003 · 
2007 · 
2011 · 
2015 · 
2019 · 
2023